# العصيفيرة (السدة)

تعديل مصدري - تعديل

العصيفيرة محلة تابعة لقرية بيت بهزر، التابعة لعزلة الاعماس بمديرية السدة إحدى مديريات محافظة إب في الجمهورية اليمنية.، بلغ تعداد سكانها 25 حسب تعداد اليمن لعام 2004.